# 仙台中田郵便局
仙台中田郵便局 (せんだいなかだゆうびんきょく) は宮城県仙台市太白区中田四丁目にある郵便局。民営化前の分類では無集配特定郵便局であった。

## 概要
住所：〒981-1104 仙台市太白区中田四丁目15番1号
JR東北本線 南仙台駅東口から東方に延びる幹線道路・市道南仙台駅四郎丸線沿いに位置する。
2004年（平成16年）9月までは、奥州街道・中田宿があった旧・中田町字町（現在の太白区中田一丁目および三丁目）から東方に延びる市道中田小学校北線沿いの中田二丁目に位置した。

## 沿革
- 1929年（昭和4年）3月11日 - 名取郡中田村に陸前中田郵便局として開設[3]。
- 1932年（昭和7年）6月1日 - 集配事務を開始[4]。
- 1933年（昭和8年）10月11日 - 電話通話事務を開始[5]。
- 1934年（昭和9年）3月30日 - 電話交換業務を開始[6]。
- 1943年（昭和18年）9月1日 - 陸前中田電信取扱所の廃止に伴い、取扱事務を継承[7]。
- 1963年（昭和38年）1月20日 - 電話交換事務を仙台電話局長町分局に移管[8]。
- 1963年（昭和38年）4月1日 - 和文電報配達事務を仙台電話局長町分局に移管。
- 1984年（昭和59年）4月20日 - 風景入通信日付印の使用を開始。
- 1989年（平成元年）8月1日 - 仙台中田郵便局に改称。
- 2002年（平成14年）10月7日 - 郵便の集配業務を新仙台郵便局に、貯金・保険の外務を仙台南郵便局にそれぞれ移管。これに伴い、郵便番号が〒981-1199から〒981-1104に変更。
- 2004年（平成16年）9月21日 - 太白区中田二丁目6-43（北緯38度12分3秒 東経140度53分14.3秒 / 北緯38.20083度 東経140.887306度）から同区中田四丁目15-1（北緯38度11分51.3秒 東経140度53分23.1秒 / 北緯38.197583度 東経140.889750度）に移転[9]。
- 2007年（平成19年）10月1日 - 民営化。
- 2012年（平成24年）10月1日 - 日本郵便株式会社発足。

## 取扱内容
- 郵便、印紙、ゆうパック、内容証明
- 貯金、為替、振替、振込、国際送金、国債、投資信託
- 生命保険、バイク自賠責保険
- ゆうちょ銀行ATM - 通常払込み（振替）対応

## 周辺
- 仙台市太白区役所中田行政サービスセンター
- 仙台市立中田小学校
- 仙台市立中田中学校

## アクセス
- JR東北本線 南仙台駅（東口）より徒歩で約7分。
- 仙台市営バス「中田中学校前」停留所下車。
- 仙台南部道路 長町ICから南西へ約3km。
- 国道4号（仙台バイパス）の四郎丸交差点を西に折れて約300m。
- 駐車場：4台